# Chester-le-Street District
Chester-le-Street war ein District in der Grafschaft Durham in England. Verwaltungssitz war die Stadt Chester-le-Street, in der rund die Hälfte der Bevölkerung lebte. Weitere bedeutende Orte waren Beamish und Pelton Fell.
Der Bezirk wurde am 1. April 1974 gebildet und entstand aus der Fusion des Urban District Chester-le-Street und des Rural District Chester-le-Street.
Am 1. April 2009 wurden neben Chester-le-Street alle Dictricts im County Durham im Zuge der Verwaltungsreform abgeschafft und zur Unitary Authority Durham zusammengefasst.
Koordinaten: 54° 52′ N, 1° 34′ W